# Datsche

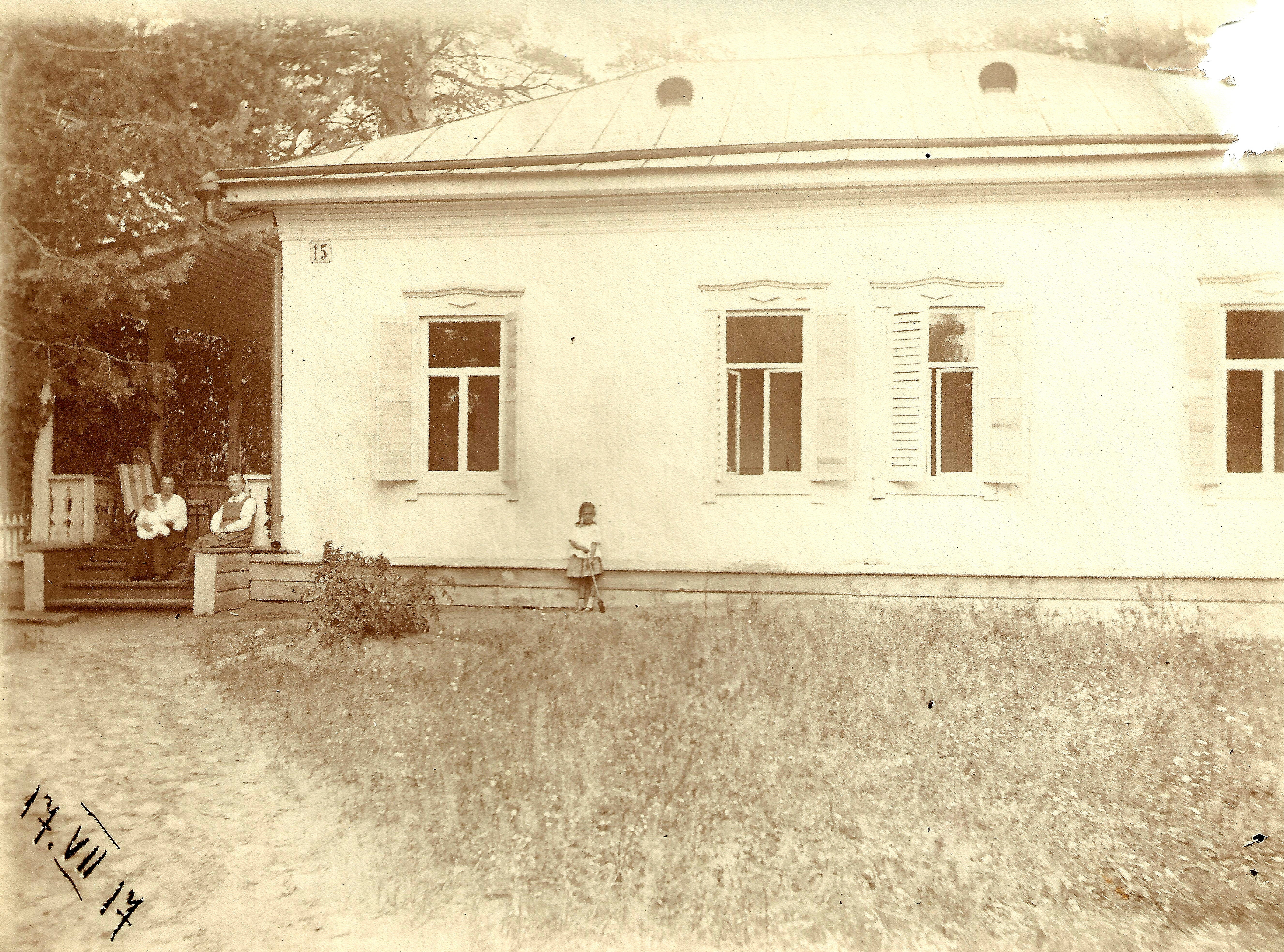
Datsche bei Moskau, Sommer 1917

Eine Datsche (eingedeutscht aus russisch да́ча datscha hörenⓘ) ist ein Grundstück mit einem Garten- oder Wochenendhaus, das der Freizeit und der Erholung dient und Hobbygärtnerei ermöglicht. Das Wort gehört zu den wenigen russischen Wörtern, die aus dem DDR-Sprachgebrauch übernommen wurden und in den gesamtdeutschen Sprachgebrauch eingegangen sind. Die eingedeutschte Form findet sich in Bezug auf den russischen Kontext auch schon früher, z. B. im deutschbaltischen Sprachgebrauch.

## Russland

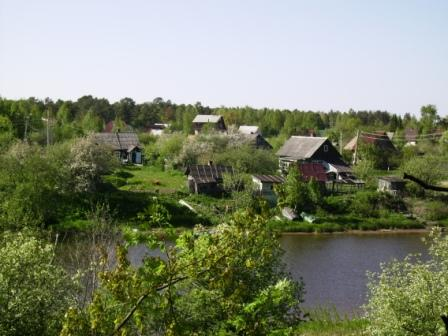
Datschen in der Umgebung von Sankt Petersburg bei Lomonossow

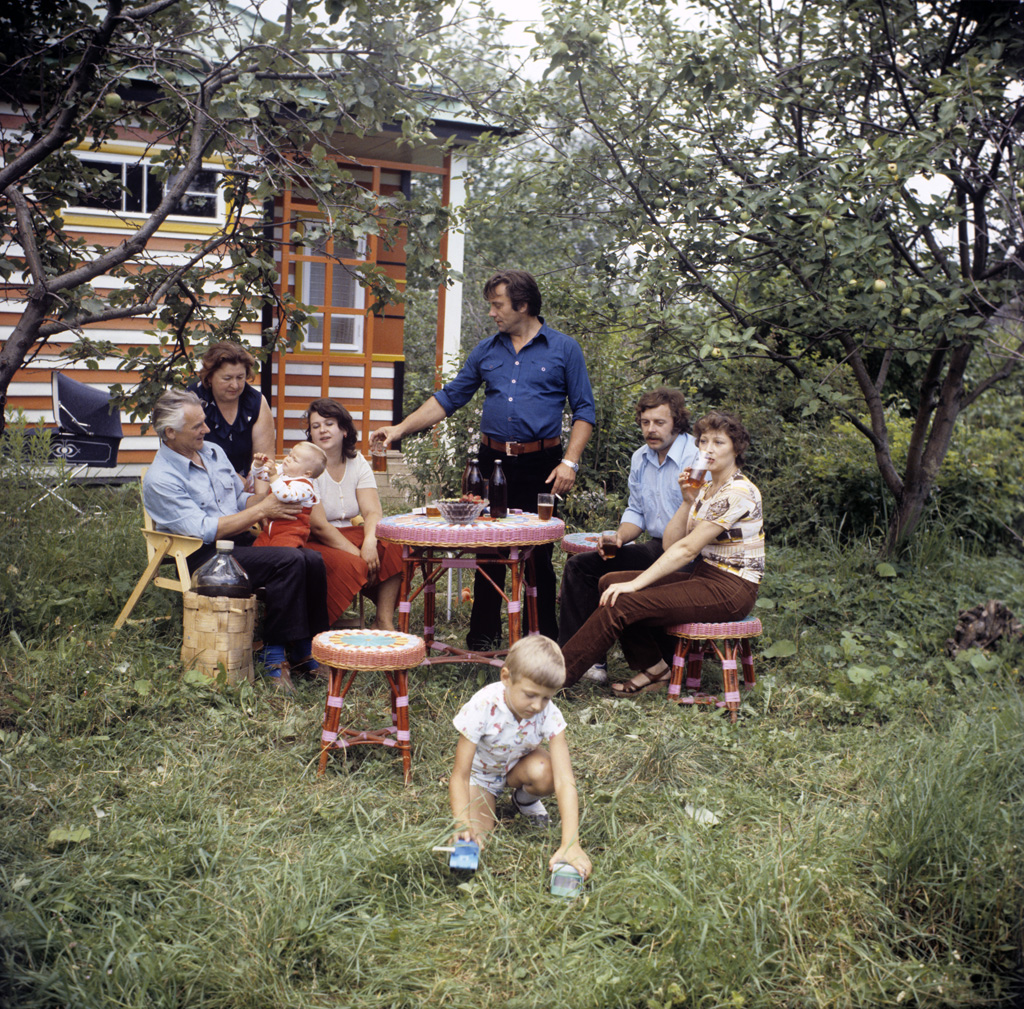
Leben auf der Datscha nahe Leningrad, 1981

Die ersten Datschen waren Gaben von Fürsten oder Zaren an treue Gefolgsleute. Das Wort ist vom russischen Verb dat (geben) abgeleitet und bedeutete ursprünglich „fürstliches Landgeschenk“. Solche „Gaben“ wurden erstmals in der Regierungszeit von Zar Peter dem Großen verliehen. Die Aufhebung der Leibeigenschaft führte in den 1860er Jahren zu einem Niedergang der Landbesitzer, die ihr Land nun häufig verkaufen mussten, wodurch sich die Datsche als Sommerfrische für wohlhabendere Städter etablierte. 1904 verewigte Maxim Gorki die Sommertage auf der Datsche im Theaterstück Sommergäste (russisch Дачники; transkribiert datschniki). In der Zeit nach der Oktoberrevolution, als die Eigentumsverhältnisse an Grund und Boden noch nicht geregelt waren, nahmen Stadtbewohner brachliegende Parzellen in Besitz und erschlossen sie als Zweitwohnsitz. Später diente die Vergabe von „Dienstdatschas“ der Privilegierung der Nomenklatura. Der Schriftstellerverband verfügte ebenso über eine Gartengenossenschaft, wie Forschungsinstitute oder Theater. Der Entzug der Datsche galt als erstes Anzeichen für den bevorstehenden Fall in Ungnade. Im Zuge der Entstalinisierung ab 1953 wurden Anstrengungen unternommen, die 25 Quadratmeter Wohnfläche umfassende Standard-Datsche mit Veranda weiteren Bevölkerungsschichten zugänglich zu machen. Hier suchten die Menschen neben der Erholung von der Enge der städtischen Kommunalwohnungen auch die Möglichkeit, eigenes Obst und Gemüse anzubauen. Noch Anfang der 2010er Jahre stammten gut 40 % der Lebensmittel in Russland von Datschen. Der Einbau von Heizungen blieb dabei jedoch verboten, denn die Partei wollte eine befürchtete „Besitzermentalität“ des Proletariats unterbinden. Später wurden zunehmend auch Datschen mit Obergeschoss, Dachboden und Mansarde bewilligt. Ab 1960 bestanden zunehmend Anbindungen der Datschensiedlungen an den öffentlichen Nahverkehr. Ab 1967 erlaubte es die Einführung der Fünftagewoche und ab den 1970er Jahren die verbreitete Verwendung von Privatautos den Menschen, mehr Zeit auf der Datsche zu verbringen. Später wurde sie zum privaten Zufluchtsort und zur Lebensgrundlage im Zerfall der Sowjetunion.
Bis in die 1990er Jahre war der Zuschnitt der Datschen einheitlich geregelt und betrug 600 m² Land, das mit einem Sommerbungalow bebaut werden durfte. Die Nutzungsformen der Datscha sind im heutigen Russland vielfältiger geworden. Festere Konstruktionen ersetzen oft die Leichtbauweise, so dass die Datscha nicht nur im Sommer und bei schönem Wetter genutzt werden kann. Manche Datschen werden ganzjährig bewohnt. Mittlerweile gibt es aufwendige, mehrstöckige Gebäude mit Banja, Sitztoilette und Dusche oder Bad. Diese neueren Häuser werden oft in jahrelanger Eigenarbeit erstellt und immer weiter ausgebaut. Gleichzeitig werden vermehrt Datschen von ihren Eigentümern dem Zerfall überlassen, denn ärmere Familien können sich Unterhaltskosten, wie Grundsteuer, Fahrten, Wasser und Strom, bei stagnierendem Einkommen nicht mehr leisten. Laut einer Umfrage des Allrussischen Meinungsforschungszentrums (WZIOM) von 2013 halten sich nur zwei Drittel der Besitzer regelmäßig auf ihrer Datsche auf, entsprechend zahlreich sind die bei Agenturen zum Verkauf angebotenen Objekte.
Die Entfernung zwischen Stadtwohnung und Datscha beträgt in der Regel zwanzig bis vierzig Kilometer, in der Umgebung von Großstädten wie Sankt Petersburg und Moskau oft auch sehr viel mehr.

## DDR
In der DDR machten das beengte Wohnen in den Plattenbauten der Städte, die eingeschränkten Reisemöglichkeiten sowie die Versorgungsmängel an Obst und Gemüse die meist relativ großzügigen Datschen auf dem Land genauso begehrt wie kleinere Schrebergärten im urbanen Raum. Rechtsgrundlage war das am 19. Juni 1976 in Kraft getretene Zivilgesetzbuch (ZGB), das ein Nutzungsrecht an volkseigenen Grundstücken (§ 287 ZGB) kannte, wonach Bürgern zur Errichtung und persönlichen Nutzung eines Eigenheimes oder eines anderen persönlichen Bedürfnisses ein Nutzungsrecht verliehen werden konnte. Das Nutzungsrecht war im Regelfall befristet, die auf dem Grundstück stehenden Gebäude, Anlagen und Anpflanzungen gingen in das persönliche Eigentum des Nutzungsberechtigten über, der ein Nutzungsentgelt zu entrichten hatte (§ 288 ZGB). Diese Nutzungsrechte waren veräußerlich und vererblich (§ 289 ZGB). Datschen standen nach § 296 Abs. 1 ZGB im Eigentum der Nutzungsberechtigten.
Die typische DDR-Datsche bestand aus einem Grundstück mit einem in Leichtbauweise errichteten Haus, das freilich meist unter großem Einsatz (Baumaterial war nicht ohne weiteres erhältlich) in Eigenleistung ausgebaut und verschönert wurde. Auf dieser Basis entstand eine große Anzahl von Siedlungen, insbesondere an Ufern der zahlreichen Seen im Norden der DDR. Die Vergabe wurde vom Staat geregelt. Die Datschen waren vom Hauptwohnsitz aus meist innerhalb einer Stunde zu erreichen. Es wird geschätzt, dass es in der DDR etwa 3,4 Millionen Datschen gab – „die weltweit höchste Dichte an Gartengrundstücken“.

## Sonstige Verbreitung
Eine ähnliche Ferienhauskultur gibt es auch in anderen Kulturräumen, z. B. Chata (in Tschechien und der Slowakei), Hytte (Norwegen), Mökki (in Finnland) und Stuga (in Schweden und Schwedischfinnland).